# Ciudad de Loreto
Ciudad de Loreto är en ort i Argentina.   Den ligger i provinsen Santiago del Estero, i den norra delen av landet, 900 km nordväst om huvudstaden Buenos Aires. Ciudad de Loreto ligger 140 meter över havet och antalet invånare är 9 854.
Terrängen runt Ciudad de Loreto är mycket platt. Runt Ciudad de Loreto är det mycket glesbefolkat, med 6 invånare per kvadratkilometer.. Ciudad de Loreto är det största samhället i trakten.
Trakten runt Ciudad de Loreto består i huvudsak av gräsmarker.